# Aleksei Leonov
Aleksei Arkhipovitch Leonov (em russo:  Алексей Архипович Леонов; Listvyanka, 30 de maio de 1934 – Moscou, 11 de outubro de 2019) foi um cosmonauta soviético e o primeiro humano a realizar uma caminhada espacial.

## Biografia
Leonov foi um dos grandes nomes do programa espacial soviético e dos programas espaciais humanos como um todo. Selecionado para o primeiro grupo de cosmonautas em 1960, subiu ao espaço pela primeira vez em 1965 e realizou o histórico primeiro passeio fora da nave, a Voskhod 2, em 18 de março daquele ano, após passar dezoito meses de treinamento em falta de gravidade para cumprir a missão.
Leonov passou doze minutos no vácuo, ligado à nave por um “cordão umbilical”, flutuando a cerca de cinco metros de distância, acompanhado de dentro pelo colega Pavel Belyayev. Após o encerramento do 'passeio', ele encontrou problemas para voltar ao interior da Voskhod, porque seu macacão espacial pressurizado inflou no vácuo, impedindo que ele passasse novamente pela escotilha por onde havia saído. Seu retorno seguro só foi possível após uma manobra arriscada, em que ele diminuiu a pressão dentro da própria roupa para que ela voltasse a um tamanho que permitisse sua reentrada, ficando nesta situação por aflitivos quinze minutos.
No dia seguinte ao retornarem, Leonov e Belyayev tiveram mais problemas: o sistema automático de direção deixou de funcionar, obrigando-os a assumir o controle manual da nave. Além disso, o módulo orbital não se desprendeu corretamente do compartimento de descida. Durante a reentrada, os cosmonautas foram submetidos a uma aceleração de 10 G. A Voskhod pousou na região de Solikamsk, uma área de difícil acesso e apesar da primavera já estar começando, a dupla teve que enfrentar temperaturas de -30 °C e o risco de serem atacados por ursos e lobos, até serem resgatados no dia seguinte.
Em 22 de janeiro de 1969, Leonov quase foi vítima de um atentado por engano. Naquele dia, Viktor Ilyin, um dissidente soviético, abriu fogo contra uma limusine que transportava Leonov, Valentina Tereshkova (primeira mulher a ir ao espaço) e outros cosmonautas para um cerimonial. O atirador acreditava que a limusine transportava o líder soviético Leonid Brezhnev, que era seu verdadeiro alvo do ataque. Leonov e Valentina escaparam ilesos, contudo o motorista do veículo foi morto e os cosmonautas Andrian Nikolaev e Georgy Beregovoy ficaram feridos.
Em 1971 Leonov escapou da morte mais uma vez ao ser substituído, junto com sua tripulação. Um dos cosmonautas teve tuberculose, e de acordo com o regulamento interno do programa espacial soviético, todos os tripulantes deveriam ser substituídos. Foi o primeiro voo até à recém lançada base espacial Salyut 1, que resultou na morte dos três cosmonautas, devido à queda de pressurização da nave Soyuz 11, durante a reentrada na atmosfera terrestre.
Sua segunda ida ao espaço foi como comandante da Soyuz 19, na histórica missão Apollo-Soyuz, de 1975, que registrou o primeiro encontro entre soviéticos e norte-americanos no espaço. Após esta segunda missão, Leonov passou a comandar a equipe de cosmonautas soviéticos e foi um dos diretores do Centro de Treinamento de Cosmonautas Yuri Gagarin, na Cidade das Estrelas, onde supervisionou o treinamento das novas equipes de cosmonautas, entre 1976 e 1982, quando se aposentou.

## Pós-espaço
Condecorado duas vezes como Herói da União Soviética, ele foi escalado para comandar o primeiro voo de uma nave soviética em torno da Lua, mas como todos os testes não-tripulados com os foguetes construídos para esta odisseia falharam, e com a conseqüente circunavegação lunar feita pela Apollo 8, esta missão foi abandonada. Também estava previsto que Leonov fosse o primeiro soviético a pisar na Lua a bordo da nave construída para este fim, a LOK N/1, missão também cancelada.
Entre 1976 e 1982, ele foi o chefe da equipe de cosmonautas do Centro de Treinamento Yuri Gagarin, na Cidade das Estrelas, onde supervisionou o treinamento dos candidatos a cosmonautas do programa espacial.
Assim como o astronauta norte-americano Alan Bean, um dos homens a pisar na Lua, ele foi atraído pela pintura, e um do seus quadros, Perto da Lua (1968), mostra uma cena idêntica à da abertura do filme 2001: Uma Odisseia no Espaço. O autor deste Livro, Arthur C. Clark, na continuação 2010, dedica a obra a ele e ao físico soviético Andrei Sakharov, além de batizar a nave espacial do livro com seu nome.
Leonov morreu dia 11 de outubro de 2019 em decorrência de insuficiência cardíaca aguda. Seu funeral foi realizado dia 15 de outubro. e contou com a presença, dentre outros, de Valentina Tereshkova, primeira mulher a ir ao espaço, Svetlana Savitskaya, primeira mulher a realizar uma caminhada espacial, e do astronauta americano Thomas Stafford - ele e Leonov fizeram parte da tripulação da Apollo-Soyuz.  Leonov tinha 85 anos de idade e era o último cosmonauta sobrevivente do Programa Voskhod.